# Dolenje Kamenje pri Dobrniču
Dolenje Kamenje pri Dobrniču je naselje u slovenskoj Općini Trebnju. Dolenje Kamenje pri Dobrniču se nalazi u pokrajini Dolenjskoj i statističkoj regiji Jugoistočnoj Sloveniji. 

## Stanovništvo
Prema popisu stanovništva iz 2002. godine naselje je imalo 14 stanovnika.